# Андрієнко Григорій Юхимович
Григо́рій Юхи́мович Андріє́нко (25 березня 1907 р., Крюків — 6 липня 2000 р.) — учасник відбудови Кременчука, «Почесний громадянин міста Кременчук».

## Біографія
Андрієнко Григорій Юхимович народився 25 березня 1907 року в Крюкові в родині робітника вагонних майстерень.
Після закінчення семирічної школи навчався у школі ФЗУ (фабрично-заводського учнівства) при вагонобудівному заводі.
Під час проходження військової служби закінчив школу червоних командирів. Після звільнення в запас здобув освіту в Московському енергетичному інституті.
Повернувся у Крюків на КВБЗ, очолив школу ФЗУ, курси майстрів соціалістичної праці. Працював помічником директора з кадрів і побуту, начальником електродно-метизного цеху.
У липні 1941 року брав участь у формуванні Кременчуцької дивізії народного ополчення, зі зброєю в руках захищав рідне місто від нацистських окупантів у складі протитанкової батареї 3-го Крюківського полку.
Був евакуйований разом із заводом у м. Перм, де завод налагодив випуск фугасних авіаційних бомб, працював начальником ковальсько-пресового цеху. За ініціативою Григорія Юхимовича на заводі був організований хор, який проводив концерти української пісні для робітників заводу та  мешканців Пермі.
Після звільнення Крюкова від гітлерівців у грудні 1943 повернувся до Кременчука, де керував відбудовою КВБЗ. У 1944 р. завод уже виконав перше завдання — відправив для бійців на фронт пічки-буржуйки та нари для госпіталів.
У 1944 р. був обраний секретарем парткому заводу, в 1954 — другим секретарем Кременчуцького міськкому компартії по промисловості, будівництву і транспорту. В 1963 р. повернувся на виробництво, де очолив бюро технічної інформації.
Обирався депутатом міської ради декількох скликань.
Помер 6 липня 2000 року.

## Нагороди
- Орден Червоної Зірки (1944)
- Два ордени «Знак Пошани»
- Рішенням VІІ сесії Кременчуцької міської ради від 22 вересня 1983 року Андрієнку Григорію Юхимовичу як активному учаснику відбудови народного господарства міста в післявоєнні роки присвоєно звання «Почесний громадянин міста Кременчука».